# Kurt Georg Kiesinger
Kurt Georg Kiesinger (6. dubna 1904, Ebingen – 9. března 1988, Tübingen) byl německý politik (CDU), v letech 1958 až 1966 ministerský předseda Bádenska-Württemberska, v letech 1966 až 1969 spolkový kancléř Německé spolkové republiky, mezi roky 1967 a 1971 předseda CDU. Kiesinger byl první poválečný německý kancléř, který vládl díky velké koalici (CDU společně s SPD).

## Život
Kiesinger se po nástupu Adolfa Hitlera k moci stal členem NSDAP. Kvůli své minulosti spjaté s nacionálním socialismem (za války působil na oddělení propagandy ministerstva zahraničí) byl především levicovými politiky sporně hodnocen.[zdroj?]
Během svého úřadování zavedl zákony výjimečného stavu a zažil období rozkvětu mimoparlamentní opozice.